# NGC 5916
NGC 5916 је спирална галаксија у сазвежђу Вага која се налази на NGC листи објеката дубоког неба.
Деклинација објекта је - 13° 10' 9" а ректасцензија 15h 21m 37,8s. Привидна величина (магнитуда) објекта NGC 5916 износи 13,2 а фотографска магнитуда 14,2. NGC 5916 је још познат и под ознакама MCG -2-39-20, IRAS 15188-1259, PGC 54825.